# Fairview (Ohio)
Fairview es una villa ubicada en el condado de Guernsey en el estado estadounidense de Ohio. En el Censo de 2010 tenía una población de 83 habitantes y una densidad poblacional de 79,92 personas por km².

## Geografía
Fairview se encuentra ubicada en las coordenadas 40°3′27″N 81°14′6″O / 40.05750, -81.23500. Según la Oficina del Censo de los Estados Unidos, Fairview tiene una superficie total de 1.04 km², de la cual 1.04 km² corresponden a tierra firme y (0%) 0 km² es agua.

## Demografía
Según el censo de 2010, había 83 personas residiendo en Fairview. La densidad de población era de 79,92 hab./km². De los 83 habitantes, Fairview estaba compuesto por el 97.59% blancos, el 1.2% eran afroamericanos, el 0% eran amerindios, el 0% eran asiáticos, el 0% eran isleños del Pacífico, el 0% eran de otras razas y el 1.2% pertenecían a dos o más razas. Del total de la población el 1.2% eran hispanos o latinos de cualquier raza.